# ひとつだけ (JUDY AND MARYの曲)
『ひとつだけ』は、日本のロックバンド、JUDY AND MARYの19枚目のシングル。

## 解説
- 2000年7月5日にエピックレコーズよりリリースされた。
- 本作に収録された2曲は、ともにアルバム『WARP』に収録された。なお、表題曲はシングルとはボーカルを撮り直しており、『COMPLETE BEST ALBUM「FRESH」』にもそちらのものが使用されているので、シングルバージョンはこのシングルのみの収録となっている。
- オリジナルアルバムを通じて曲順最後の曲となっている。

## 収録曲
全作詞:YUKI、全作曲・編曲:TAKUYA
1. ひとつだけ (5:12)
2. Sugar cane train (3:48)
3. ひとつだけ (backing track) (5:12)
作曲・編曲:TAKUYA

## 収録アルバム
- WARP (#1,2、#1はボーカルが新録)
- COMPLETE BEST ALBUM「FRESH」 (#1、ボーカルが新録)

| A1・B1・A2・B2 | A1・B1・A2・B2 | → | C1・サビ1 | C1・サビ1  | → | A3・B3 | A3・B3     | → | C2・サビ2 | C2・サビ2  |
|                | イ長調 (A)     | → |           | ト長調 (G) | → |        | イ長調 (A) | → |           | ト長調 (G) |